# Lesbos in Love
Lesbos in Love es un grupo musical chileno de synth pop formado por Jazmin Avendaño (voz) y Tonko Yutronic (teclados y secuencias) . 

## Historia
Lesbos In Love se formó el año 2000, como un dúo cuyos integrantes venían de diversos proyectos musicales (Miradas & Doncellas, Ciudadano Kane, Sincro, Área 51 y Avalon Fetish entre otros). Jazmin Avendaño y Tonko Yutronic junto al ex ARTEKKNIA Mario Aguilar se habían reunido previamente en 1996 bajo el nombre ASTRADYNE, proyecto con el que  registraron sólo un tema, "Nas Noites" (inédito hasta la fecha). 
The Ghost of Her es su primer álbum, que contiene nueve canciones que fueron compuestas y producidas entre 2000 y 2001. Está cantado en inglés, y portugués.
Durante el 2002 fueron invitados a participar en la película Sangre Eterna, del director Jorge Olguín. La canción elegida fue “The End”, incluida también en la respectiva banda sonora editada por Warner Music Chile en noviembre del mismo año. La circulación de la película los animó a editar en forma doméstica dicho tema en versión sencillo, cuyo “lado b” era “Alem do sol” (un intento por mostrar ambos aspectos musicales de la banda : un lado más pop y accesible y uno más oscuro y contemplativo).
Los años siguientes se dedicaron a tocar en vivo y a terminar el álbum, el cual fue hecho íntegramente en el home studio de Yutronic (desde la grabación y producción, hasta la mezcla y masterización). Ello les dio la libertad suficiente para desarrollar un concepto musical en el cual se aprecia una mixtura de Pop y electrónica (Synthpop), matizada con tintes Dark.
Su segundo álbum, Hypercubus, se grabó durante 2008 y 2009 y fue editado en línea en forma independiente el año 2013.

## Miembros
- Jazmin Avendaño - Voz
- Tonko Yutronic - Teclados y Secuencias

## Discografía

### Álbumes
- The Ghost of Her - 2006 CD)
- Hypercubus (2013) [Descarga Digital]

### Singles
- The End - 2002 (Single Gratis On-Line)

### Otros
- Sangre Eterna OST) - 2002 CD)